# Рихард Карл фон Тесмар
Рихард Карл фон Тесмар (1853 — 1928) је био немачки официр и генерал у Првом светском рату.
Командовао је немачким снагама које су окупирале Луксембург. Предводио је немачке трупе које су 2. августа ушле у град Луксембург, пре успостављања његове команде у граду. По његовом наређењу 26. августа је убијен 121 Белгијанац на железничкој станици у Арлону. Предузео је оштре мере против штрајка рудара јуна 1917. у Луксембургу што је довело до пада Владе Националне уније Виктора Торна.